# Faux-col

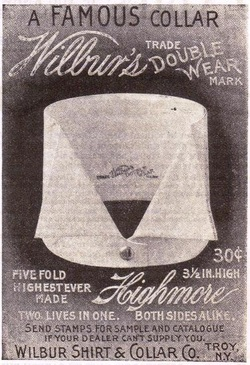
Une publicité des années 1890 pour un col amovible de Wilbur's Shirt & Collar Company.

Un faux-col est un col de chemise amovible. Cet accessoire de mode était très utilisé entre le début de la seconde moitié du XIXe siècle et le début du XXe siècle avant de tomber peu à peu en désuétude. Son invention est attribuée 1827 à l'américaine Hannah Montague, une habitante de la ville de Troy, dans l'État de New York, en 1827.

## Présentation
Il existe différents type de faux-cols. Au début ils furent généralement d'usage masculin mais ce type d'accessoire (ainsi que le plastron) existe également dans la mode féminine.
Le faux-col masculin est, à l'origine, fixé à la chemise par une paire de fixations en métal. Le faux-col est fixé par l'arrière avant d'enfiler la chemise puis la chemise est mise, après quoi le clou avant est poussé à travers le col pour la fixer.

## Histoire
Durant les années 1820, Hanah Montague, épouse d’un bottier de Troy, ville située l’État de New York, trouve pratique de découdre les cols de son mari pour les laver ensuite séparément des chemises. L’idée parut bonne puisqu’à partir de 1827, la mode de vendre des cols, appelés à l’époque « String collars » fut lancée. Le col devint alors un élément d'habillement très « tendance » répandu dans les milieux bourgeois de New York à Londres en passant par Paris et même Sao Paulo. Le col détachable (généralement blanc, puis coloré) devint très vite la norme au début du XXe siècle,. 
De moins en moins porté par la suite, Il a cependant été réutilisé comme accessoires de mode féminin grâce au style rétro qui a fait fureur lors des collections du débuts des années 2010.